# Saison 2007 de l'équipe cycliste Acqua & Sapone-Caffè Mokambo
L'Équipe cycliste Acqua & Sapone-Caffè Mokambo faisait partie en 2007 des équipes continentales professionnelles.

## Effectif
| Cycliste              | Date de naissance | Nationalité | Équipe 2006      |
| --------------------- | ----------------- | ----------- | ---------------- |
| Dario Andriotto       | 25.10.1972        | Italie      | Liquigas-Bianchi |
| Aleksandr Arekeev     | 12.10.1982        | Russie      |                  |
| Gabriele Balducci     | 03.11.1975        | Italie      |                  |
| Stefano Cavallari     | 31.03.1978        | Italie      |                  |
| Massimo Codol         | 27.02.1973        | Italie      |                  |
| Francesco Di Paolo    | 18.04.1982        | Italie      | Néoprofessionnel |
| Alessandro Donati     | 08.05.1979        | Italie      |                  |
| Stefano Garzelli      | 16.07.1973        | Italie      | Liquigas-Bianchi |
| Andrei Kunitski       | 02.07.1984        | Biélorussie | Néoprofessionnel |
| Andrea Masciarelli    | 02.09.1982        | Italie      |                  |
| Francesco Masciarelli | 05.05.1986        | Italie      | Néoprofessionnel |
| Simone Masciarelli    | 02.01.1980        | Italie      |                  |
| Giuseppe Muraglia     | 03.08.1979        | Italie      |                  |
| Giuseppe Palumbo      | 10.09.1975        | Italie      |                  |
| Aurélien Passeron     | 19.01.1984        | France      | Néoprofessionnel |
| Andrea Rossi          | 19.04.1979        | Italie      |                  |
| Branislau Samoilau    | 25.05.1985        | Biélorussie | Néoprofessionnel |
| Frank Vandenbroucke   | 06.11.1974        | Belgique    |                  |

## Victoires
| Date       | Course                                                           | Pays        | Classe | Vainqueur             |
| ---------- | ---------------------------------------------------------------- | ----------- | ------ | --------------------- |
| 17/02/2007 | 5e étape du Tour méditerranéen                                   | France      | 2.1    | Gabriele Balducci     |
| 04/03/2007 | Clásica de Almería                                               | Espagne     | 1.1    | Giuseppe Muraglia     |
| 15/03/2007 | 2e étape de Tirreno-Adriatico                                    | Italie      | PT     | Aleksandr Arekeev     |
| 28/03/2007 | 2e étape de la Semaine internationale Coppi et Bartali           | Italie      | 2.1    | Michele Scarponi      |
| 31/03/2007 | Classement général de la Semaine internationale Coppi et Bartali | Italie      | 2.1    | Michele Scarponi      |
| 26/04/2007 | 3e étape du Tour du Trentin                                      | Italie      | 2.1    | Stefano Garzelli      |
| 22/05/2007 | 3e étape du Tour du Japon                                        | Japon       | 2.2    | Francesco Masciarelli |
| 25/05/2007 | 5e étape du Tour du Japon                                        | Japon       | 2.2    | Francesco Masciarelli |
| 26/05/2007 | 14e étape du Tour d'Italie                                       | Italie      | PT     | Stefano Garzelli      |
| 27/05/2007 | Classement général du Tour du Japon                              | Japon       | 2.2    | Francesco Masciarelli |
| 29/05/2007 | 15e étape du Tour d'Italie                                       | Italie      | PT     | Stefano Garzelli      |
| 13/06/2007 | 2e étape du Tour de Slovénie                                     | Slovénie    | 2.1    | Stefano Garzelli      |
| 29/06/2007 | Championnat de Biélorussie du contre-la-montre                   | Biélorussie | CN     | Andrei Kunitski       |
| 30/06/2007 | Championnat de Biélorussie sur route                             | Biélorussie | CN     | Branislau Samoilau    |
| 30/07/2007 | 3e étape du Tour de la Région wallonne                           | Belgique    | 2.HC   | Giuseppe Palumbo      |
| 16/08/2007 | 3e étape du Tour de Burgos                                       | Espagne     | 2.HC   | Aurélien Passeron     |
| 30/08/2007 | Gran Premio Industria e Commercio Artigianato Carnaghese         | Italie      | 1.1    | Aurélien Passeron     |

## Classements sur les circuits continentaux

### UCI Europe Tour

#### Individuel
Classement à l'UCI Europe Tour 2007 des  meilleurs coureurs de l'équipe Acqua & Sapone.
| Rang | Coureur          | Points |
| ---- | ---------------- | ------ |
| 92   | Giuseppe Palumbo | 144,4  |
| 94   | Andrei Kunitski  | 142,4  |

#### Équipe
L'équipe Acqua & Sapone a terminé à la 19e place avec 833,6 points.

### UCI Asia Tour

#### Individuel
Classement à l'UCI Asia Tour 2007 des meilleurs coureurs de l'équipe Acqua & Sapone.
| Rang | Coureur               | Points |
| ---- | --------------------- | ------ |
| 28   | Francesco Masciarelli | 66     |

#### Équipe
L'équipe Acqua & Sapone a terminé à la 17e place avec 87 points.